# Станка (Штефанешти)
Станка (рум. Stânca) насеље је у Румунији у округу Ботошани у општини Штефанешти. Oпштина се налази на надморској висини од 71 m.

## Становништво
Према подацима из 2002. године у насељу је живело 928 становника, од којих су сви румунске националности.